# ستيفن بيل (لاعب كرة قدم)
ستيفن بيل (بالإنجليزية: Steven Bell)‏ (24 فبراير 1985 باسكتلندا في المملكة المتحدة - ) هو لاعب كرة قدم بريطاني في مركز الدفاع. لعب مع دندي يونايتد ودونفرملين أثلتيك وكوين أوف ساوث ونادي سترنرير ‏ ونادي ستيرلينغ ألبيون.

## وصلات خارجية
- ستيفن بيل على موقع قاعدة بيانات كرة القدم.إي يو (الإنجليزية)
- ستيفن بيل على موقع Soccerbase.com (لاعب) (الإنجليزية)